# 연인 (1992년 영화)
연인(L'Amant)은 1992년 개봉한 영화로 영화감독은 장 자크 아노이며, 제인 마치, 양가휘이다.
1989년에 제작이 시작되었고, 1991년에 주요 촬영이 시작되었다. 이 영화는 1992년 1월 22일 프랑스에서, 6월 19일 영국에서, 같은 해 10월 30일 미국에서 극장 개봉되었다.

## 줄거리
1929년 프랑스령 인도차이나, 가난하고 불행한 프랑스 가정의 10대 소녀는 학교 방학을 마치고 도시로 돌아오는 페리에서 부유한 중국인 남자를 만난다. 그는 사업가의 아들로 파리에서 경영학을 공부하고 돌아온 청년이다. 소녀는 처음에는 15살이라고 말하지만, 그에게는 17살이라고 속이고, 남자는 32살이다. 어색한 대화 끝에 소녀는 그의 리무진을 타고 도시까지 가게 되고, 다음날부터 그들의 부적절한 관계가 시작된다. 남자는 첩들을 위해 마련해 둔 방에서 소녀와 뜨거운 사랑을 나눈다.
소녀는 곧 파리로 돌아가고 남자는 정략결혼을 해야 하는 상황이기에, 그들은 미래를 기대할 수 없다는 것을 알면서도 서로에게 깊이 빠져든다. 소녀의 가족은 처음에는 분노하지만, 남자의 재력을 알고 빚을 갚을 수 있게 되자 그들의 관계를 묵인한다. 하지만 남자가 백인이 아니라는 이유로 그를 무시한다. 남자는 아버지에게 소녀와 결혼하고 싶다고 간청하지만, 아버지는 백인 여자와 함께하느니 차라리 죽는 게 낫다고 거절한다. 결국 남자는 정해진 결혼을 하고, 소녀는 프랑스로 돌아가는 배에 오른다.
수십 년 후, 소녀는 성공한 작가가 된다. 어느 날 남자가 아내와 함께 프랑스를 방문했다는 소식을 듣고 전화가 온다. 그는 소녀에게 죽을 때까지 그녀를 사랑할 것이라고 말한다. 그들의 사랑은 짧았지만, 영원히 잊혀지지 않는 강렬한 기억으로 남는다.

## 출연

### 주연
- 제인 마치
- 양가휘

### 조연
- 프레더릭 메이닌거
- 아르노 지오바니네티
- 멜빌 푸포
- 리사 폴크너
- 필립 르 뎀
- 타니아 토렌스

## 기타
- 원작자: 마르그리트 뒤라스
- 공동제작: 티모시 버릴
- 조감독: 프레더릭 우버르땅
- 미술: 호앙 탄 앳
- 의상: 이본느 사시 드 네슬

## 미디어

#### 예고편
- 《연인 예고편》